# Sophie de Merenberg

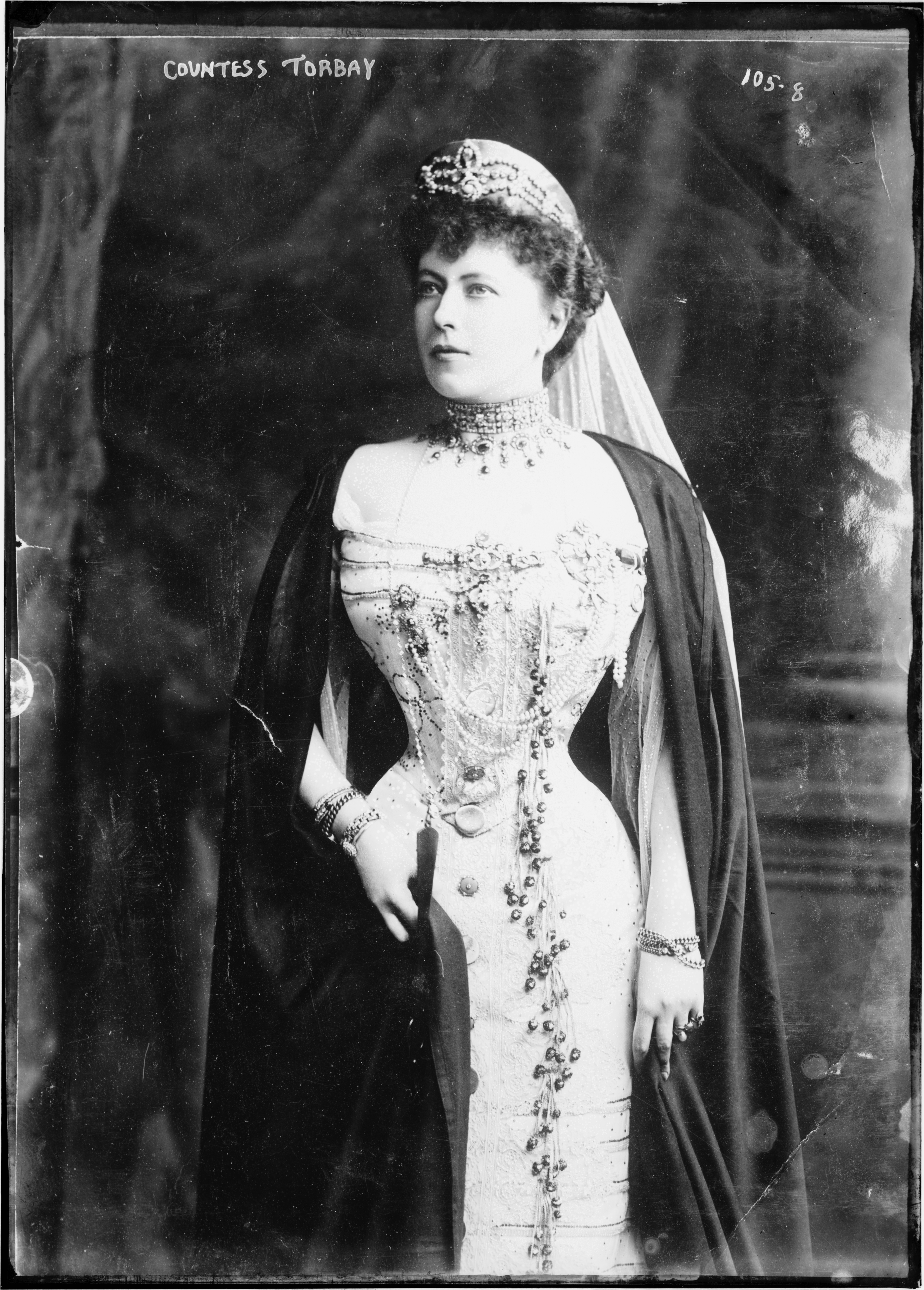
Sophie de Merenberg

Contesa Sophie de Merenberg, Contesă de Torby (1 iunie 1868 – 14 septembrie 1927) a fost fiica cea mare a Prințului Nikolaus Wilhelm de Nassau și a Nataliei Alexandrovna Pușkina.

## Biografie
Sophie s-a născut la Geneva, Elveția, ca primul copil al Prințului Nikolaus Wilhelm de Nassau și a Nataliei Alexandrovna Pușkina. Cum căsătoria părinților ei a fost considerată morganatică ea nu a putut moșteni titlurile sau rangurile tatălui ei. Bunicii paterni au fost Wilhelm, Duce de Nassau și Prințesa Pauline de Württemberg. Bunicii materni au fost renumitul poet rus Aleksandr Pușkin și Natalia Pușkina.
La Sanremo, Italia, la 10 martie 1891, s-a căsătorit morganatic cu Marele Duce Mihail Mihailovici al Rusiei, nepot al țarului Nicolae I al Rusiei. Sophia a fost numită Contesă de Torby de unchiul ei, Adolf, Mare Duce de Luxemburg iar titlul a fost extins tuturor celor trei copii ai ei:
- Contesa Anastasia Mihailovna de Torby (9 septembrie 1892 – 7 decembrie 1977); căsătorită în 1917 cu Sir Harold Wernher, al 3-lea baronet.
- Nadejda, Marchiză de Milford Haven  (28 martie 1896 – 22 ianuarie 1963); căsătorită în 1916 cu Prințul George de Battenberg.
- Mihail Mihailovici, Conte de Torby (8 octombrie 1898 – 8 mai 1959).